# Hampshire (maiale)
La Hampshire è una razza suina originaria degli USA. Buona per la produzione del suino leggero.